# Katedralen (Canyon)
Katedralen (norwegisch für Kathedrale) ist ein vereister Canyon mit steilen Kliffs im ostantarktischen Königin-Maud-Land. Im Mühlig-Hofmann-Gebirge liegt er auf der Nordwestseite der Jøkulkyrkja.
Norwegische Kartographen, die den Canyon auch benannten, kartierten ihn anhand von Luftaufnahmen und Vermessungen der Dritten Norwegischen Antarktisexpedition (1956–1960).